# Élite

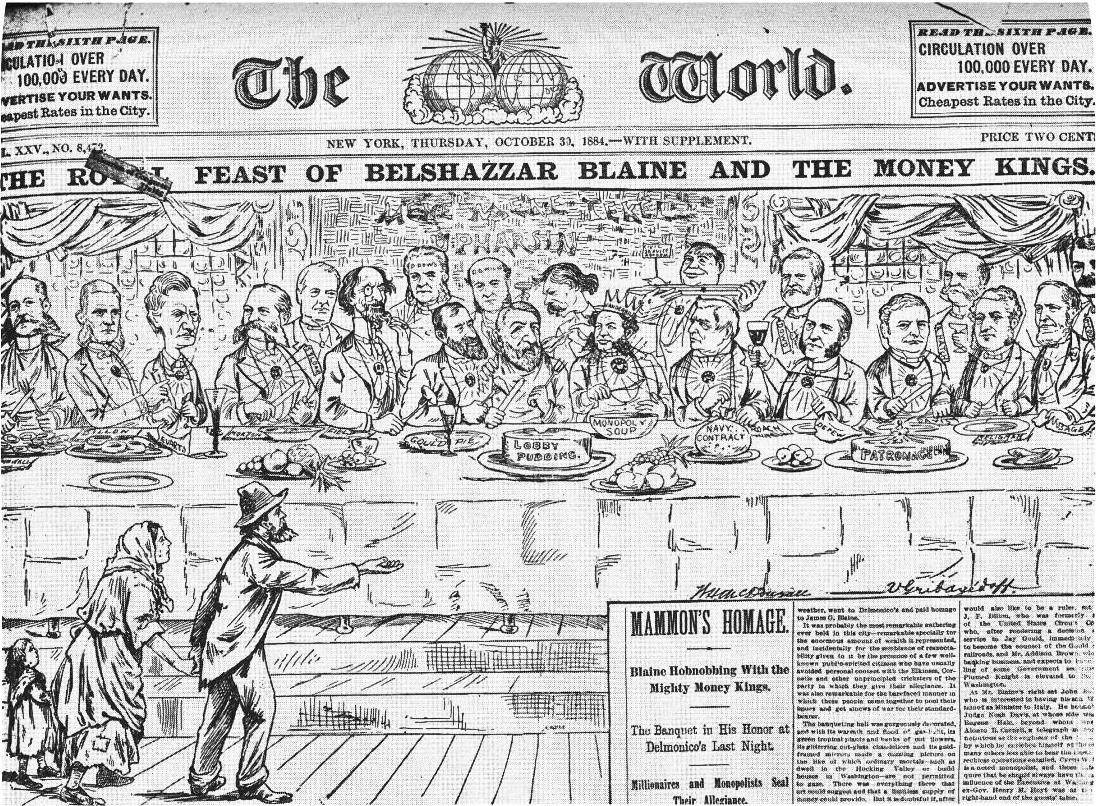
Viñeta política de 1884, que representa a los ricos plutócratas en un banquete mientras una familia humilde pide limosna...

La élite o elite (del francés élite ‘minoría selecta o rectora’) es un grupo minoritario de personas que tienen un estatus superior al resto de las personas de la sociedad. Frank W. Elwell la ha definido así: «Hombres y mujeres situados en las más altas posiciones de las instituciones dominantes de una sociedad y que, en consecuencia, ostentan un enorme poder».
Dentro de una misma sociedad pueden existir distintas élites, dependiendo de los intereses particulares de cada una de ellas. La existencia de estas élites en plural se relaciona con la creciente diferenciación de la sociedad. En la medida que distintos campos sociales se van haciendo cada vez más autónomos (arte, economía, ciencia, política, etc.), van emergiendo élites sectoriales que defienden sus propios puntos de vista. Desde este ángulo, uno de los problemas centrales de las sociedades modernas es la integración horizontal, es decir, el mantenimiento de relaciones medianamente armónicas entre distintas élites sectoriales. Por otra parte, también presentan el desafío de la integración vertical, esto es, el establecimiento de un contacto fluido con el común de la población.

## Descripción
En la historia del pensamiento social este tema ha sido estudiado desde la antigüedad, a partir de conceptos de sabiduría y virtud. No obstante, es hacia fines del siglo XVIII y a comienzos del XIX cuando la noción de élite cobra gran relevancia. La aparición del término élite en el francés está íntimamente relacionado con los ideales republicanos, en tanto el concepto simboliza la demanda de que quienes ejercen el poder deben ser escogidos "por sus virtudes y sus méritos" y no por su origen familiar.
En términos analíticos, los padres de una Teoría de élites son Gaetano Mosca y Vilfredo Pareto, aun cuando algunos también consideran la relevancia fundacional de Robert Michels, sobre todo por su ley sobre la creciente oligarquización de los partidos políticos en particular y de las organizaciones sociales en general. Otro autor de gran relevancia es Wright Mills, que acuñó el concepto "élite de poder", que hace referencia al núcleo de poder que en Estados Unidos se produce entre las élites económicas, políticas y militares. José Ortega y Gasset reflexionó sobre la relación entre élites y masas en La rebelión de las masas (1930).
Desde el punto de vista del conservadurismo, y en general de las ideologías políticas escoradas a la derecha, existe cierto consenso en que las élites son necesarias en la sociedad y que sería más bien quimérico pensar en su inexistencia[cita requerida]. De hecho, con la caída del socialismo soviético, las élites vuelven lentamente a ocupar un lugar central en la teoría social. Lo propio de una teoría de élites es el acento del conflicto entre distintas élites, así como también la imputación de responsabilidad por el decurso que va adoptando la sociedad y, por último, el énfasis en la agencia antes que en la estructura. De hecho, las élites pueden ser concebidas como actores claves para posibilitar o impedir el cambio de una sociedad.

## Etimología y acentuación
La palabra castellana "élite" proviene de la palabra francesa élite, y esta del latín eligere ("elegir" o "seleccionar"). En francés, el acento agudo no es un acento de intensidad, sino que indica que la e se pronuncia cerrada. En castellano se ha entendido erróneamente que el acento agudo de élite era de intensidad, por lo que normalmente se pronuncia como una palabra esdrújula, aunque por influencia del inglés, la versión sin acento en la primera e se lee simplemente como "Elit". La Real Academia Española admite tanto élite como elite. El Diccionario panhispánico de dudas recoge:

élite o elite. Ambas acentuaciones son válidas. La voz francesa élite, que significa ‘minoría selecta o rectora’ y se pronuncia en francés [elít], se adaptó al español en la forma llana elite [elíte]; pero la grafía francesa élite, que circuló como extranjerismo durante un tiempo, dio lugar a que muchas personas pronunciasen esta voz francesa interpretando la tilde a la manera española, es decir, como palabra esdrújula. Aunque esta pronunciación es antietimológica, es hoy la más extendida incluso entre personas cultas; por ello, la grafía élite y la pronunciación esdrújula correspondiente se consideran también correctas.

## Definiciones sociológica y psicológica
C. Wright Mills definió a mediados del siglo XX élite en un sentido sociológico: un grupo relativamente pequeño que controla las principales empresas, la política y el ejército. Se ha propuesto que en la actualidad la élite se define más bien en términos psicológicos: la mayoría de la población siente una carencia de seguridad, optimismo y confianza en las propias oportunidades, mientras que siente que un pequeño grupo es el responsable de tal carencia, por haber acumulado tales recursos en beneficio de ellos y perjuicio de la mayoría. Aunque no haya consenso en precisar quién forma esa élite, cada uno percibe de una forma personal si alguien pertenece a la élite cuando se le presenta por los medios de comunicación.